# Remy (Oklahoma)
Remy és una concentració de població designada pel cens dels Estats Units a l'estat d'Oklahoma. Segons el cens del 2000 tenia 411 habitants.

## Demografia
Segons el cens del 2000, Remy tenia 411 habitants, 151 habitatges, i 128 famílies. La densitat de població era de 12,3 habitants per km².
Dels 151 habitatges en un 32,5% hi vivien nens de menys de 18 anys, en un 72,8% hi vivien parelles casades, en un 6,6% dones solteres, i en un 14,6% no eren unitats familiars. En l'11,9% dels habitatges hi vivien persones soles el 3,3% de les quals corresponia a persones de 65 anys o més que vivien soles. El nombre mitjà de persones vivint en cada habitatge era de 2,72 i el nombre mitjà de persones que vivien en cada família era de 2,89.
Per edats la població es repartia de la següent manera: un 27,7% tenia menys de 18 anys, un 7,5% entre 18 i 24, un 25,5% entre 25 i 44, un 28,2% de 45 a 60 i un 10,9% 65 anys o més.
L'edat mediana era de 37 anys. Per cada 100 dones de 18 o més anys hi havia 99,3 homes.
La renda mediana per habitatge era de 34.688 $ i la renda mediana per família de 38.125 $. Els homes tenien una renda mediana de 31.761 $ mentre que les dones 26.500 $. La renda per capita de la població era de 16.869 $. Entorn del 12,5% de les famílies i el 10,4% de la població estaven per davall del llindar de pobresa.

## Poblacions més properes
El següent diagrama mostra les poblacions més properes.